# Орлов, Виктор Венедиктович
Виктор Венедиктович Орлов (8 апреля 1929, Москва — 19 марта 1972, Москва) — советский писатель, поэт и журналист. Лауреат Государственной премии СССР (1977).

## Биография
Виктор Орлов родился 8 апреля 1929 года в Москве в семье инженера-метростроевца. В 1949 году окончил МГИМО и в том же году начал печататься. С 1954 года — штатный сотрудник газеты «Советская культура» (отдел фельетонов). Также работал в газетах «Известия», «Комсомольская правда», «Литературная газета» и в журнале «Крокодил». Автор текстов песен эстрады и оперетты, стихотворений, очерков, рассказов, фельетонов, статей, сценариев телефильмов. В частности, был автором слов песни «Музыка» М. Таривердиева.
Умер в Москве 19 марта 1972 года. Похоронен на Рогожском кладбище.
В 1977 году за пьесу «Они были актёрами» (совместно с Г. Г. Натансоном) был удостоен Государственной премии СССР.